# Uzun Gheszlagh
Uzun Gheszlagh – wieś w Iranie, w ostanie Azerbejdżan Zachodni, w szahrestanie Bukan. W 2006 roku liczyła 323 mieszkańców.